# NGC 804
NGC 804 je galaksija u zviježđu Trokut.

## Vanjske poveznice
- SEDS: NGC 804